# فنل‌فتالئین
فنل فتالئین(به انگلیسی Phenolphthalein) یا فنول فتالین پودری ریزدانهٔ و سفیدرنگ و یک ترکیب شیمیایی (با چهار گونه مولکول مختلف) با فرمول C20H14O4 است.
به‌طور معمول به عنوان شناساگر یا معرفی برای اسید و بازها استفاده شده و دامنه کاربرد PH آن از ۸ تا ۱۰ برای شناسایی بازها می‌باشد.

در محیط اسیدی بی‌رنگ و در محیط بازی قرمز ارغوانی است و از محلول واکنش آهسته آن در مدارس، برای شناساندن معرف‌ها به دانش آموزان استفاده می‌شود.
فنل فتالین در آب نامحلول است و اغلب در آزمایش‌ها، آن را با الکل رقیق می‌کنند.
این ماده به خودی خود یک اسید ضعیف بوده و در محلول یون هیدروژن آزاد می‌کند.

## موارد استفاده
فنل فتالین در گذشته به عنوان ملین و ضد یبوست نیز استفاده می‌شد، اما بخاطر خواص کارسینوژن و سرطان‌زایی به‌طور کامل از فهرست تجویز حذف گردیده‌است.
به‌طور عمده در شناسایی اسیدها و بازها کاربرد دارد. از ترکیبات آن با الکل و استفاده از آب اکسیژنه (پراکسید هیدروژن) در آزمایشگاه‌های تشخیص طبی و در بیمارستان برای تشخیص خون مخفی (Occult blood test) در مدفوع استفاده می‌گردد.

## آزمایش
کمی سدیم هیدروکسید را در مقداری آب بیندازید. سپس چند قطره فنل فتالئین را (که با الکل حل کرده‌اید) در این محلول بریزید، مشاهده خواهید کرد که رنگ محلول ارغوانی می‌شود. حال اگر کمی استیک اسید (CH3COOH) در آن بریزید، مشاهده می‌کنید که رنگ آن به حالت اول بازمی‌گردد. سپس کمی قلیاب یا سود سوزآور (سدیم هیدروکسید) در آن بریزید، خواهید دید که رنگ آن به ارغوانی بازمی‌گردد. این تغییرات به خاطر اسیدی و بازی شدن محیط است؛ به طوری که وقتی فضا اسیدی می‌شود، رنگ فنل فتالئین بی‌رنگ می‌شود و وقتی محیط، بازی می‌شود، رنگ محلول ارغوانی می‌شود.
| گونه   | H3In+       | H2In                  | In۲−                  | In(OH)۳−   |
| ساختار |             |                       |                       |            |
| مدل    |             |                       |                       |            |
| pH     | <۰          | ۰−۸٫۲                 | ۸٫۲−۱۲٫۰              | >۱۳٫۰      |
| شرایط  | شدیداً اسیدی | اسیدی و نزدیک به خنثی | بازی                  | شدیداً بازی |
| رنگ    | نارنجی      | بی‌رنگ                 | صورتی مایل به ارغوانی | بی‌رنگ      |
| تصویر  |             |                       |                       |            |

## سنتز
فنول‌فتالئین می‌تواند بوسیله واکنش تراکمی فتالیک انیدرید با دو اکی‌والان فنول تحت شرایط اسیدی، سنتز شود. این روش در سال ۱۸۷۱ توسط آدولف فون بایر کشف شد.

سنتز فنول‌فتالئین:

همچنین واکنش می‌تواند با مخلوطی از روی کلرید و تیونیل کلرید کاتالیز شود.

## بیشتر
ویکی‌پدیا انگلیسی: Phenolphtalein